# Peter Nicholas
Peter Nicholas (Newport, Monmouthshire, Gales; 10 de noviembre de 1959) es un exfutbolista y entrenador galés.
Fue internacional absoluto por la selección de Gales entre 1979 y 1991, con la que disputó 73 partidos.

## Trayectoria

### Como jugador
Nicholas comenzó su carrera en las inferiores del Crystal Palace y en 1976 ya era parte del primer equipo. Durante sus cinco temporadas en Selhurst Park, él jugó 150 encuentros para el club y obtuvo el título de la Second División 1978-79. En esta etapa de su carrera, pasó de jugar de defensa central a centrocampista defensivo.
En marzo de 1981 fue transferido al Arsenal por £500,000. No se afianzó en el equipo titular, y una serie de lesiones en la temporada 1982-83 lo alejó aún más. Jugó 80 encuentros en total para el Arsenal y anotó tres goles, el más recordado  al Tottenham Hotspur en la FA Cup en enero de 1982. En agosto de 1983 regresó al Crystal Palace.
Luego de dos temporadas en el Palace, fichó por el Luton Town, donde jugó más de 100 encuentros. En 1987 fichó por el Aberdeen escocés por £350,000. Logró alcanzar la final de la Copa de la Liga de Escocia, encuentro que terminó 3-3 y perdieron ante el Rangers en la tanda de penaltis. 
Sus últimos años como jugador los pasó en el Chelsea, donde ganó la Second Division por segunda vez, y el Watford hasta su retiro en 1993.

### Como entrenador
Luego de su retiro como futbolista fue entrenador de las inferiores en el Chelsea, más tarde del Brentford y luego en su club de formación, el Crystal Palace. En el Palace llegó a ser segundo entrenador, y en el 2000 firmó contrato con el Barry Town de la Premier League de Gales como primer entrenador, donde ganó el título de campeonato en 2001.
Fue el entrenador del Newport County desde el 2002 al 2004, donde alcanzó la final de la FAW Premier Cup 2003.
Desde agosto de 2005 a abril de 2009 fue el director técnico del Llanelli, aquí ganó la Premier League de Gales de 2008. Fue reemplazado por Andy Legg tras su salida.

## Clubes
ref.

### Como jugador
| Club           | País       | Año       |
| -------------- | ---------- | --------- |
| Crystal Palace | Inglaterra | 1976-1981 |
| Arsenal        | Inglaterra | 1981-1983 |
| Crystal Palace | Inglaterra | 1983-1985 |
| Luton Town     | Inglaterra | 1985-1987 |
| Aberdeen       | Escocia    | 1987-1988 |
| Chelsea        | Inglaterra | 1988-1991 |
| Watford        | Inglaterra | 1991-1993 |

### Como entrenador
| Club           | País  | Año       |
| -------------- | ----- | --------- |
| Barry Town     | Gales | 2000-2000 |
| Newport County | Gales | 2002-2004 |
| Llanelli       | Gales | 2005-2009 |

## Palmarés

### Como jugador

#### Títulos nacionales
| Título          | Club           | País       | Año  |
| --------------- | -------------- | ---------- | ---- |
| Copa FA Juvenil | Crystal Palace | Inglaterra | 1978 |

### Como entrenador

#### Títulos nacionales
| Título                   | Club     | País  | Año     |
| ------------------------ | -------- | ----- | ------- |
| Premier League de Gales  | Llanelli | Gales | 2007-08 |
| Copa de la Liga de Gales | Llanelli | Gales | 2008    |